# Krognoshuset
Krognoshuset, beläget vid Mårtenstorgets nordvästra hörn, är Lunds äldsta bevarade profana byggnad.
Huset uppfördes troligen omkring år 1300 och ingick i en privat gårdsanläggning som omfattade hela det nuvarande  Mårtenstorget. Under 1300- och 1400-talet ägdes huset av den urgamla Skånsk/Danska adelssläkten Krognos.
I början av 1900-talet restaurerades huset och man trodde då felaktigt att det var en rest av Svartbrödraklostret, vilket senare forskning visat legat vid Kiliansgatan.
Under 1700-talet ägdes huset av flera professorer, bland annat Johan Jacob Döbelius.
1905 renoverades byggnaden av domkyrkoarkitekten Theodor Wåhlin som ville att den skulle få ett mer klosterlikt utseende. 1929 överlät Lunds stad byggnaden åt Konstföreningen Aura.